# Saint-Paul (Dominique)
Pour les articles homonymes, voir Saint-Paul.
Saint-Paul est l'une des dix paroisses de la Dominique. Elle est bordée par Saint-Joseph au nord, Saint-David à l'est, et Saint-George au sud. Ses plus grandes villes sont Canefield et Mahaut.

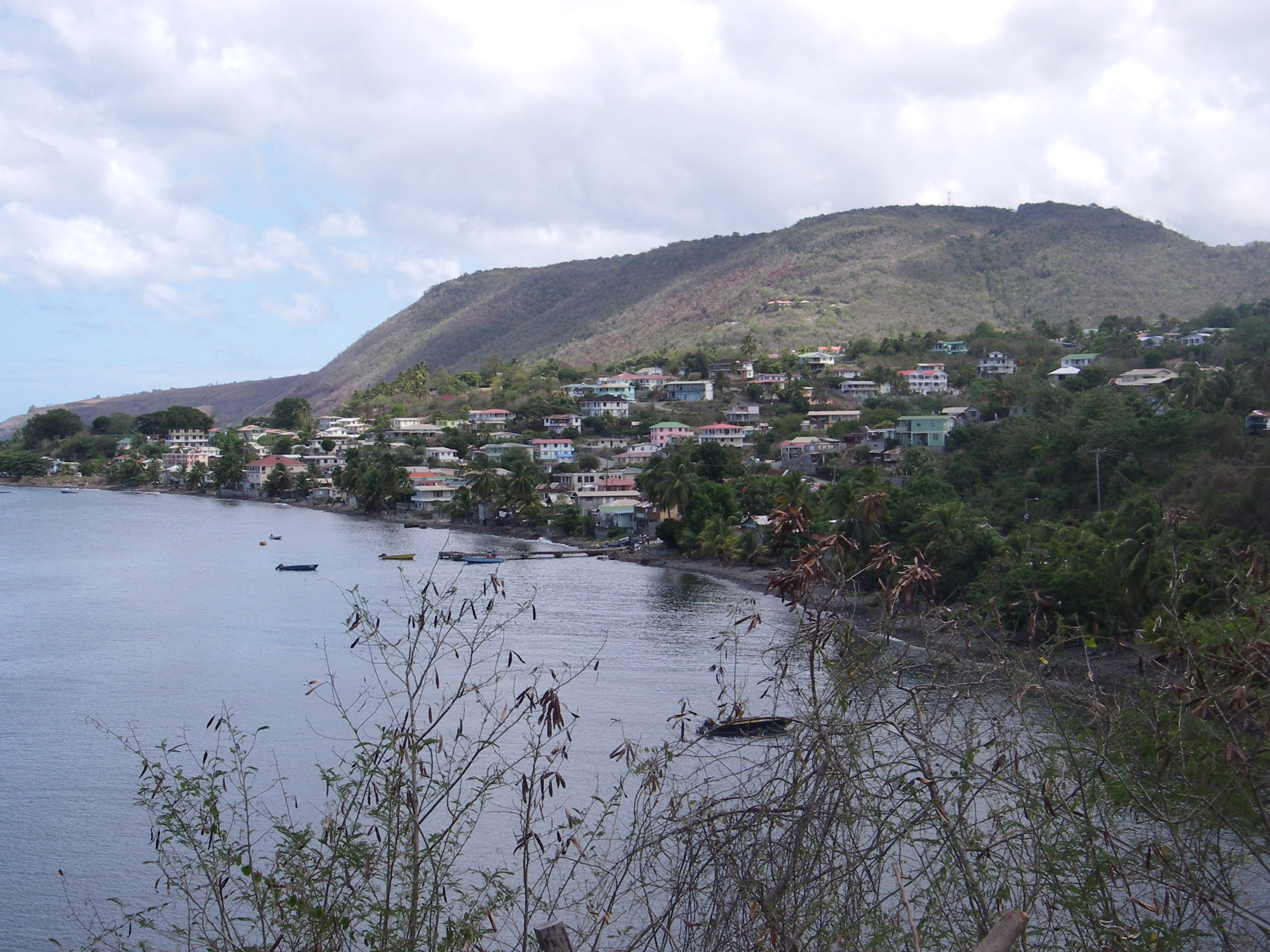
Mahaut, Dominique